# Ніхон Сейтецу (1934 — 1950)
Ніхо́н Сейте́цу, також Ніппо́н сейте́цу (яп. 日本製鐵, хаґана にほんせいてつ, зареєстрована торговельна назва 日本製鐵株式會社, варіант написання 日本製鐵株式会社 Ніхон сейтецу кабусікі кайся, англ. Nippon Steel) — колишня японська чорнометалургійна компанія (корпорація) 1-ї половини 20 століття. Була заснована у 1934 році на базі державного металургійного заводу Явата і 5 приватних металургійних заводів. Розформована в 1950 році. Була найбільшою металургійною компанією Японії в час свого існування.
У 1970 році в Японії було створено іншу, нову, корпорацію з тією самою назво — Ніппон сейтецу (Nippon Steel).

## Історія
Корпорація була створена у січні 1934 року об'єднанням державного заводу Явата і приватних заводів Васаї (тепер Муроран), Камаїсі, Хванхе компанії Міцубісі (тепер Північна Корея), Кюсю (префектура Фукуока), Фудзі. Пізніше до корпорації приєдналися дві компанії, Тойо і Осака.
Рішення про створення корпорації було запропоновано урядом і розглядалося у парламенті країни. Об'єднання кількох виробників в одній компанії мало знизити виробничі витрати. Корпорація через свою монополію мала стати інструментом для контролю та координації чорної металургії. Згідно з даними, підготовленими урядом перед створенням корпорації, собівартість виробництва чавуну та сталі мала зменшитися на 4,89 єни за тонну (12,7 %) та 6,3 єни за тонну (7,7 %) відповідно. Такі зменшення витрат могли стати можливими завдяки спільним (оптовим) закупівлям, розподілу праці та спеціалізації окремих заводів на певній продукції, нижчим накладним витратам, нижчим відсотковим платежам та нижчим транспортним витратам. :147 Прямим поштовхом до об'єднання компаній стала фінансова криза 1927 року та раптове зниження попиту на чавун і сталь і, відтак, зниження ціни на них. :150 Корпорація була створена з метою поставляти більшої кількості сталі за низькою ціною і в достатку для промисловості країни, що вважалося важливим з економічної та військової точки зору, а також для зниження імпорту сталі. :153 Уряд хотів об'єднання більшої кількості компаній, однак окремі фірми відмовилися від цієї пропозиції. Подібні об'єднання в той час відбувалися й в інших галузях промисловості країни.
Приватними фірмами, на які претендував парламентський Комітет зі створення Японської сталевої корпорації, були Ванісі, Камаїсі, Міцубісі Кендзіхо, Тойо, NKK, Токай Когіо, Фудзі, Осака, Асано Кокура, металургійний підрозділ корабельні Асано, Кюсю, корабельня Кавасакі і Кобе оголосили, що не братимуть участі в консолідації. Оскільки основним бізнесом Кавасакі було суднобудування, а Кобе диверсифікувала свою діяльність у машинобудуванні, їм було неможливо відокремити свої сталеплавильні виробництво від компаній що було б необхідно для їхньої участі. :150 Рішення NKK, найбільшого приватного виробника сталі (на частку якого припадало 10 % вітчизняної готової продукції у 1933 році), стало великим розчаруванням для уряду. Віцепрезидент NKK, був настільки незадоволений оціночною вартістю своєї компанії, що відмовився від участі. Фірми Асано-кораблебудування і Асано-сталь так само були незадоволені оціночною вартістю своїх компаній. :77 Фірми Тойо і Осака не змогли вчасно приєднатися до корпорації, оскільки їм знадобилося більше часу, щоб отримати консенсус від своїх акціонерів. Токай-Кого також не змогла приєднатися, оскільки компанії здавалося дуже важким, щоб вчасно отримати консенсус від акціонерів та кредиторів.
У 1934 році в «Ніхон сейтецу» працювало загалом 45847 робітників і 216 службовців.:154 Корпорація на початковому етапі мала річну потужність в 2,21 млн т чавуну, 2,15 млн т. сталі і 2,13 млн т. готового прокату, що становило у загальнодержавному виробництві 97 %, 56 % і 52 % відповідно. Після свого заснування Japan Steel ініціювала ряд послідовних програм розширення, щоб задовольнити зростаючий попит.:160 Частки сталевих злитків та готового прокату, були невтішними для уряду, оскільки він сподівався, що компанія матиме частку понад 80 % у цих секторах. :150
Фактично, після консолідації Міністерство торгівлі і промисловості рідко дозволяла компанії підвищувати ціни, зокрема, на чавун, листовий прокат та рейки, у виробництві яких компанія була монополістом, оскільки уряд не хотів, щоб компанія використовувала свою монополістичну перевагу для підвищення цін. :147
Компанія мала відчутні привілеї від держави перед іншими металургійними компаніями (допомога держави, швидкі дозволи на будівництво доменних печей, хоча іншим не давали).
Наприкінці 1930-х років «Ніхон сейтецу» активно реалізувала серію програм розширення виробничих потужностей. :41 У 1930-х роках компанія побудувала 2 абсолютно нових (з нуля) заводи повного циклу на нових майданчиках. Ці два заводи були заводом Накаматі (на Хокайдо, поруч з заводом Ванісі) і Хірохата у префектурі Хього (неподалік Осаки). Завод Хірохата на той час був найсучаснішим заводом у Японії.
У 1940 році «Ніппон стіл» виробляла 75,5 % (3,1 мільйона тонн) чавуну та 71,7 % (4,2 мільйона тонн) сталі в країні. Вона була найбільшою японською металургійною компанією з ринковою часткою 78,2 % (3,56 мільйона тонн) по чавуну та 48,2 % (3,75 мільйона тонн) по сталі у 1943 році.
Після Другої світової війни у грудні 1947 року з метою демократизації японської економіки було запроваджено Антимонопольний закон і Закон про деконцентрацію надмірної економічної влади. Згідно з цими законами, багато великих промислових фірм були визнані такими, що мають надмірну економічну владу, і їм було наказано розділитись на меньші. Тринадцять металургійних компаній, включаючи «Ніхон сейтецу» мали розпуститися, однак, незабаром розділитися вимушена була тільки «Ніхон стіл» як занадто велика. :193, 198 У квітні 1950 року розділенням «Ніхон сейтецу» було утворено 2 повністю приватні компанії — Yawata Steel Corporation та Fuji Steel Corporation. Yawata Steel взяла на себе управління заводом Явата, тоді як Fuji Steel успадкувала заводи Хірохата, Камаїсі, Ванісі і Фудзі. :198

## Росподіл активів
Міністерство фінансів володіло більшістю акцій (82,2 % на момент створення, 57,0 % на момент розпуску). Japan Steel мала одну корпоративну штаб-квартиру, сім заводів та дві власні шахти. :148 Загальні активи компанії становили 369,7 мільйона єн, з яких на завод Явата припадало 79 % (284,2 мільйона єн). Частки активів приватних фірм становили 6,4 % (Kamaishi), 4,7 % (Mitsubishi), 3,9 % (Toyo), 3,2 % (Wanishi), 2,0 % (Kyushu) та 0,8 % (Fuji) відповідно.

## Сфери діяльності
На додаток до свого основного металургійного бізнесу, компанія була задіяна в хімічному бізнесі, який використовує побічні продукти, судноплавному бізнесі, який перевозить свою продукцію та сировину, керамічному бізнесі, який виробляє вогнетривку цеглу для цементних і сталевих заводів, а також гірничодобувному бізнесі, який розвиває шахти.